# Cereopsius cinereus
Cereopsius cinereus är en skalbaggsart som beskrevs av Stefan von Breuning 1936. Cereopsius cinereus ingår i släktet Cereopsius och familjen långhorningar. Inga underarter finns listade i Catalogue of Life.